# مكتبة الأحلام السرية(رواية)
مكتبة الأحلام السرية, هي رواية الصحفية و الكاتبة اليابانية ميتشيكو أوياما
و قد ترجمها إلى اللغة العربية المترجم حسين عمر عن النص باللغة الانجليزية "SAGASHIMONO WA TOSHOSHITSU MADE" الصادرة سنة 2020 ، و قد صدرت طبعتها العربية الأولى سنة 2020 عن المركز الثقافي العربي بالدار البيضاء في المغرب.
أصبح كتاب مكتبة الأحلام السرية من الكتب الأكثر مبيعًا في اليابان. وقد تم نشره وترجمته في العديد من البلدان الأخرى.
تنقسم الرواية إلى خمسة فصول.

## ملخص الرواية
تحكي الرواية قصة أشخاص من أعمار مختلفة، يزورون في النهاية أمينة مكتبة في طوكيو تُدعى سايوري كوماتشي.بإمكانها أن تحدد بسرعة وتوصي بالكتب التي يريدها رواد المكتبة ، لكن السحر الحقيقي يكمن عندما توصي بالكتب التي تعتقد أن الرواد يحتاجونها لإثراء حياتهم.
و من بينهم عاملة في متجر للملابس النسائية تدعى 'فوجيكي" ،قدمت من القرية الى مدينة طوكيو،و بسبب غياب الافق في هذا العمل تقرر أن تنفتح على تطوير مهاراته في المعلوميات. و تحكي فوجيكي حكايات عن يومياتها و عملها  و التعلم من التجارب و الصراع مع الذات و الاخر في خضم الحياة و تحدياتها.
كما يقدم هذا المؤلف حكايات  مختلفة تتشابك و تتداخل  فيما بينها ، و تصف  أحوال  رجال ونساء عاديين يجدون أنفسهم عند مفترق طرق، أو حتى في طريق مسدود في حياتهم. وإذ يواجهون مثل تلك  المواقف لا يعرفون كيفية حلها، و ينتهي المطاف بهم  بالصدفة في التعرف  على  مركز اجتماعي غريب يضم مكتبة  و لكن ما يميز هذه المكتبة أكثر هو وجود مسؤولة عليها  لديها مميزات فريدة و عجيبة ، حيث تقترح كتبا متنوعة تساعدهم على التفكير والعثور على الصفاء الداخلي.

## نقد
تكشف لنا هذه الرواية عن قيمة القراءة وأهمية الإصغاء إلى الآخر، مؤكّدةً لنا أن قيمة الكتاب تكمن في تأويلنا الخاص أكثر من قوة كلماته. كما أن الكاتبة تلمح إلى أن كل كتاب يحمل قوة كامنة، حتى أبسط الكتب، كما في القصة الأولى التي تظهر كيف أن كتاباً مصوراً للأطفال قد يحمل حكمة أعمق مما يبدو.
و تعد هذه الرواية من أكثر الكتب مبيعا في اليابان، حيث تتميز بأجواء الدفء والبهجة، وتسلط الضوء على قوة الكتب. و هي أيضا رواية شاعرية تحتفي بقوة الكتب والأهمية التي يمكن أن يحظى بها شخص يقظ و مهتم بمصير الآخرين.

## اقتباسات
"ففي نهاية المطاف، حتى خبرتنا المهنية تساهم في خلق صورة عنا".
"من المهم أن يعيد المرء، وهو راشد، قراءة كتاب اكتشفه في طفولته، لأنه يجد فيه عناصر جديدة"
"في هذا العالم الذي نجهل فيه مستقبلنا، أفعل اليوم ما أستطيع إليه سبيلاً"
"يتم تعلم بعض الامور مع مرور الوقت"

"الكتب الشعبية لديها سلطة وتأثير كبيران. لقد أيقظ كتاب غوري وغورا أجيالاً من القراء، دون أن يتغير أبداً". 

## إقرأ أيضا
- ميتشيكو أوياما